# Irma Sandreuter-Steiger
Irma Sandreuter-Steiger (* 17. Februar 1896 in Zürich; † 21. Januar 1996 in Riehen; heimatberechtigt in Flawil und Riehen) war eine frühe Schweizer Vertreterin der Montessoripädagogik.

## Leben und Werk

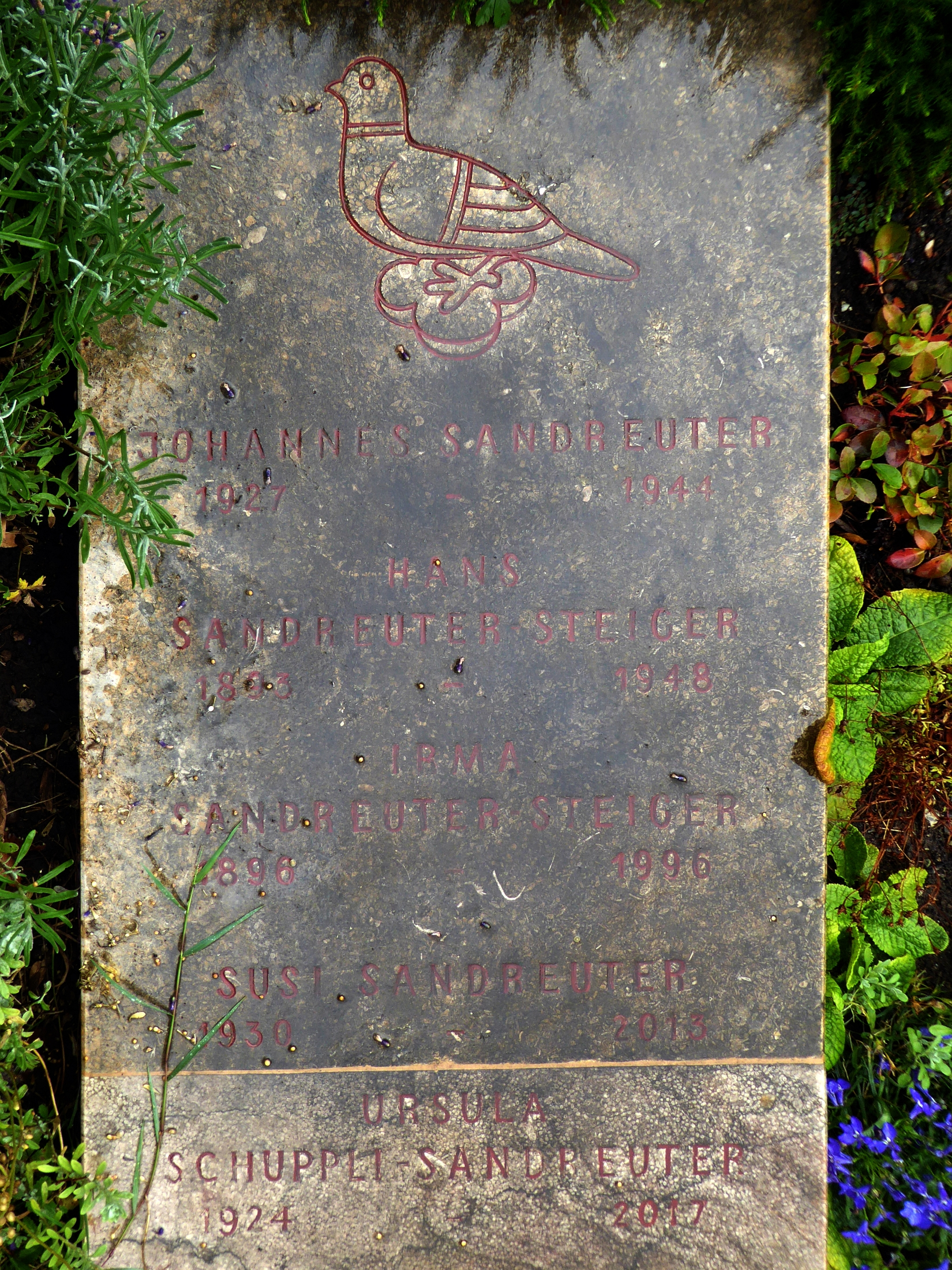
Familiengrab auf dem Friedhof am Hörnli

Irma Sandreuter-Steiger war die älteste Tochter des Flugzeugkonstrukteurs, Flugpioniers und Malers Carl Steiger. Ihr Onkel war der Erfinder Otto Steiger. Ihr Bruder war der Architekt Rudolf Steiger.
Sie besuchte die höhere Töchterschule in Zürich und schloss diese 1914 mit dem Diplom ab. Anschliessend absolvierte sie in Genf ein Praktikum in einem Montessori-Kindergarten und besuchte nebenbei Kurse bei Émile Jaques-Dalcroze in rhythmisch-musikalischer Erziehung. Wieder in Zürich, bildete sie sich an der Kunstgewerbeschule Zürich weiter.
1918 heiratete sie den aus Basel stammenden Kaufmann Hans Sandreuter (1893–1948). Das Paar zog nach Riehen. Infolge einer Entzündung des Sehnervs blieb Irma Sandreuter-Steiger den Rest ihres Lebens sehbehindert. 1924 liess das Ehepaar von Rudolf Steiger und dessen Frau Flora Steiger-Crawford ein Einfamilienhaus an der Wenkenhofstrasse 29 in Riehen planen, das als das erste Beispiel des Neuen Bauens in der Schweiz gilt.
1928 eröffnete Irma Sandreuter-Steiger in ihrem Haus einen Montessori-Kindergarten, den sie bis 1968 leitete. Zudem leitete sie den Basler Elternzirkel, heute Elternbildung Basel. Mit ihrem Mann engagierte sie sich ab 1944 bei der Gründung des Kinderdorfs Pestalozzi in Trogen.
Irma Sandreuter-Steiger fand ihre letzte Ruhestätte auf dem Friedhof am Hörnli.